# Giuseppe Romanini
Giuseppe Romanini (Collecchio, 25 febbraio 1957) è un politico italiano.

## Biografia

### Attività politica
Già consigliere comunale dal 1990 e successivamente assessore al Bilancio e alle Finanze, Giuseppe Romanini è eletto sindaco di Collecchio nel 1999 e viene riconfermato nel 2004. Dal 2009 al 2014, eletto in consiglio provinciale, ricopre la carica di assessore alla cultura e alle politiche scolastiche.

#### Elezione a deputato
Nel dicembre 2012 si candida alle primarie dei parlamentari del Partito Democratico nella provincia di Parma, ottenendo 4166 voti e risultando il primo dei non eletti nella circoscrizione Emilia-Romagna alla Camera nelle successive elezioni politiche del 24 e 25 febbraio 2013. A seguito delle dimissioni presentate dall'onorevole Cécile Kyenge, eletta al parlamento europeo, il 25 giugno 2014 viene proclamato deputato.
Entra a far parte prima della Commissione Scuola e Cultura poi, su sua richiesta, della Commissione Agricoltura, dove è l'unico rappresentante dell'Emilia Romagna. È anche componente della Commissione Parlamentare per l'infanzia e l'adolescenza.
Alle elezioni politiche del 2018 è ricandidato alla Camera nel collegio uninominale di Fidenza per il centro-sinistra, ma non viene più rieletto, in quanto sconfitto dal candidato del centro-destra Giovanni Tombolato.